# Мі-14

Mi-14

Мі-14 (виріб «140», машина В-14, за кодифікацією НАТО: Haze) — морський багатоцільовий вертоліт берегового базування, розробки ОКБ М. Л. Міля. Серійне виробництво організоване наприкінці 1973 на заводі № 387 в Казані. У 1973–1986 роках було виготовлено 273 вертольота Мі-14.

## Історія створення
У середині шістдесятих років у Військово-морському флоті СРСР виникла гостра необхідність у спеціалізованому протичовновому вертольоті, побудованому на базі машини, котра себе добре зарекомендувала. Ним став Мі-14, побудований на базі вертольота Мі-8. Основні модифікації Мі-14ПЛ — протичовновий, Мі-14ПС — рятувальний, Мі-14БТ — тральщик.

## Конструкція

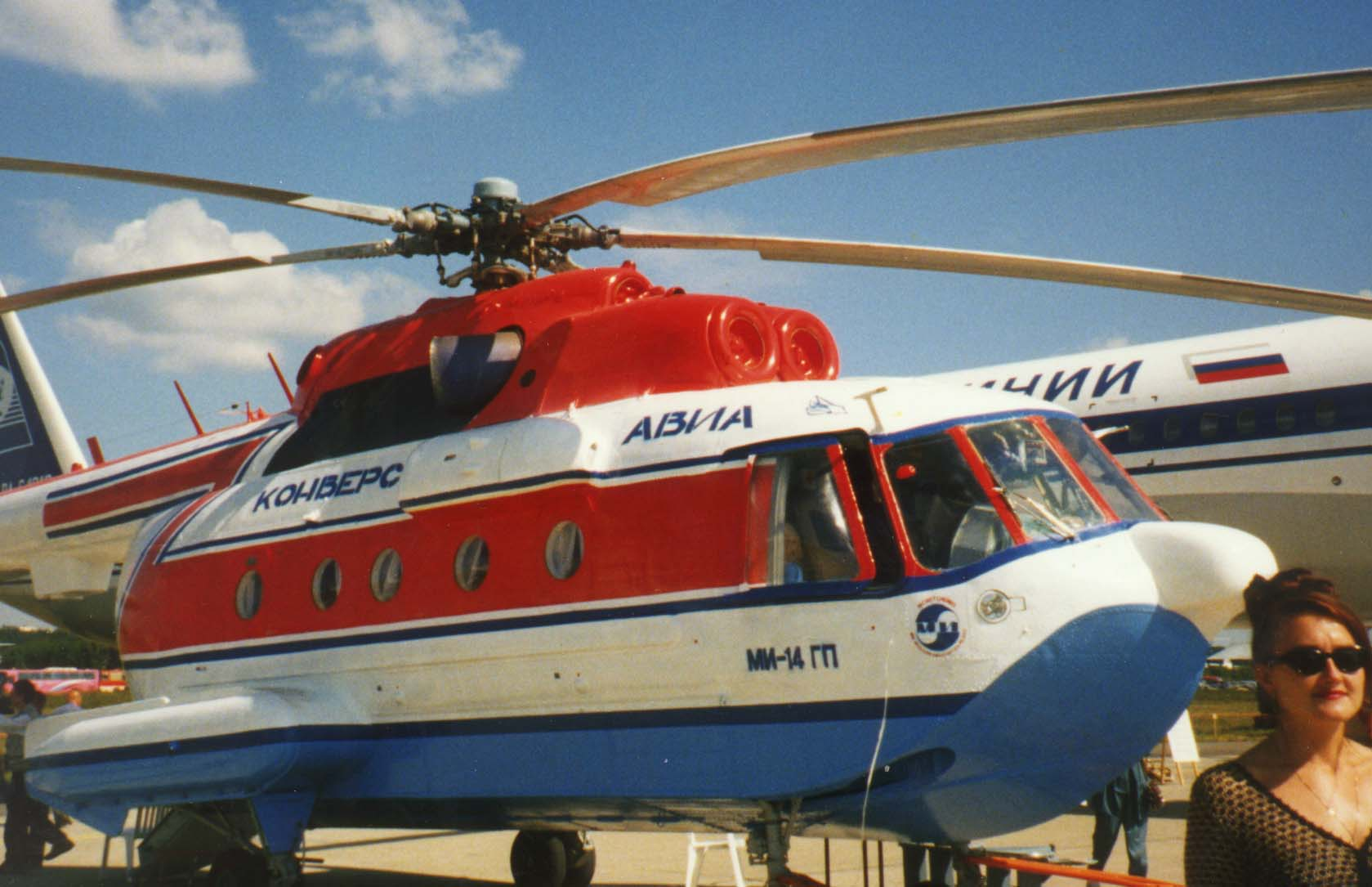
Мі-14ГП

Фюзеляж Мі-14 виконаний за типом «амфібія» з двома надувними поплавцями бочкоподібної форми з боків (балонетами), об'ємом 4 куб. м. У процесі робіт по темі конструкція Мі-8 зазнала суттєвих змін — по суті спроектовано новий вертоліт з потужнішими двигунами ТВ3-117 (2200 к. с.), новим головним редуктором ВР-14, ДСУ Аі-9. Рульовий гвинт перенесений на іншу сторону (на відміну від Мі-8), що збільшило його ефективність. На вертольоті 4-х стоєчне шасі, яке прибирається в польоті. Паливо розміщується в трьох групах баків загальною ємністю 3240 л. При установці одного додаткового бака ємність зростає до 3685 л.
Обладнання вертольота також зазнало значних змін. На протичовновому Мі-14ПЛ встановлені РЛС «Ініціатива 2-М», гідроакустична станція «Ока-2», що опускається, магнітний визначник АПМ-60, КВ радіостанція Р-842М, УКХ радіостанція Р-860, радіовисотомір РВ-Зх, радіокомпаси АРК-9 і АРК-У2, доплеровський вимірювач ДІСС-15, автопілот АП-34Б, система автоматичного управління САУ-14. Торпеди і глибинні бомби, якими озброєний вертоліт, можуть бути розміщені як на зовнішній підвісці, так і у вантажному (збройовому) відсіку.
У протичовновому варіанті вертольоти працюють парою. Один вертоліт виконує пошукові завдання і завантажується гідроакустичними буями РДБ-НМ (36 шт), а другий вертоліт є ударним і завантажується протичовновою зброєю — торпедою АТ-1М.
Мі-14ПС несе 10 рятувальних плотів на 20 місць кожен, рятувальну лебідку, здатну одночасно підняти трьох осіб, оснащений прожекторами. Також цей вертоліт може застосовуватися для транспортування вантажів на зовнішній підвісці, висадки морських десантів і просто для транспортних перевезень. Для підвищення дальності польоту в пасажирській кабіні можуть встановлюватися два додаткових паливних бака.
Мі-14БТ призначений для тралення акваторій від мін і забезпечує буксирування контактних і неконтактних тралів різних типів, шнуроукладача і буксируваних шнурових зарядів. Вертольоти буксирують трал парою або поодиноко, в залежності від типу трала.
Вертольоти Мі-14 — єдині вітчизняні повноцінні вертольоти-амфібії, які дійсно можуть сідати, рулити і злітати з водної поверхні. Для зменшення шкідливого впливу морської води на конструкцію стулки грузового відсіку (бомболюка) іноді герметизували кустарним способом, просто замазуючи щілини дитячим пластиліном.
Вдалі конструктивні рішення, розроблені для Мі-14, в подальшому використовувалися на інших вертольотах: Мі-8МТ, Мі-24.
Вертольоти поставлялися в держави Варшавського договору, на Кубу і Лівію. На даний момент з озброєння Російського ВМФ зняті, але обмежено використовуються в цивільній авіації та МНС, а також експлуатуються у Польщі. Перебувають на озброєнні України.

## Модифікації

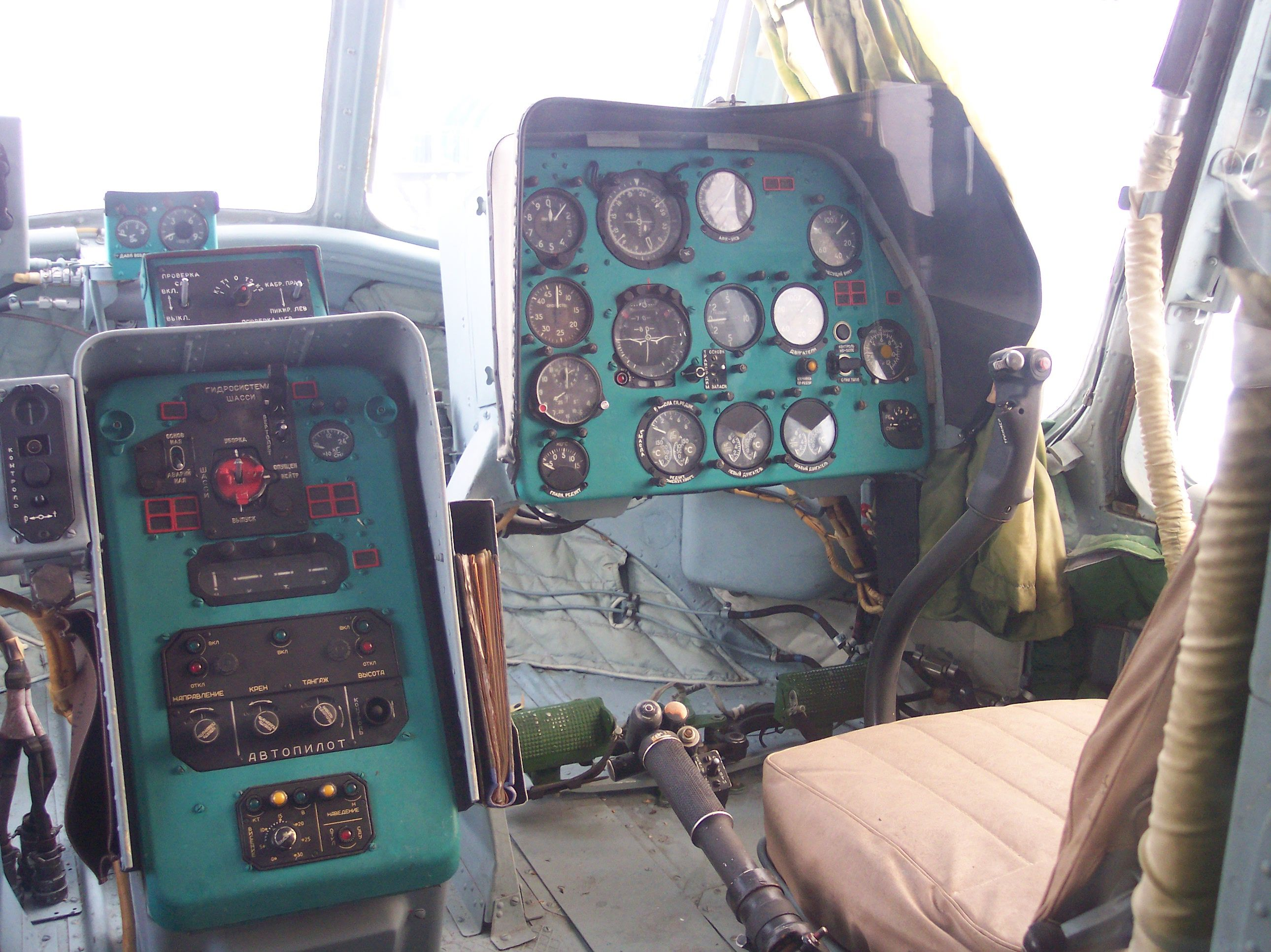
Кабіна Мі-14ПЛ

- В-14 — дослідний зразок.
- Мі-14БТ — буксировщик мінних тралів.
- Мі-14ГП — вантажопасажирська версія.
- Мі-14П — 24-місна пасажирська версія.
- Мі-14ПЖ «Елімінатор» — протипожежний вертоліт на базі Мі-14БТ.
- Мі-14ПЛ — військовий протичовновий вертоліт.
- Мі-14ПЛМ — модернізований Мі-14ПЛ.
- Мі-14ПЛЕ (також має позначення Мі-14Е) — експортна версія Мі-14ПЛ.
- Мі-14PW — польська версія Мі-14ПЛ.
- Мі-14ПС — пошуково-рятувальний вертоліт.

## Іноземні експлуатанти
- Болгарія — У 1979–1980 роках Болгарія отримала з СРСР шість вертольотів Мі-14ПЛ, один з яких розбився в січні 1986 року. У 1990 було придбано ще три вживаних Мі-14ПЛ. У 1983 році на озброєння окремої вертолітної ескадрильї надійшло два вертольоти-тральщики Мі-14БТ, один з них був списаний у 1985 році, з другого зняли центральне обладнання, після чого вертоліт використовувався як транспортний. До 2001 року придатними до польотів залишилося чотири Мі-14ПЛ, два з яких пройшли ремонт у 2000 році, з метою продовження ресурсу до 2007–2008. На даний момент очікується заміна Мі-14ПЛ на нещодавно придбані AS.565MB Panther, які будуть поставлені в 2010–2011 роках[1].
- В'єтнам
- НДР — Фольксмаріне (ВМС НДР) в 1979 р. отримали 9 Мі-14Е і 6 Мі-14БТ. Вони надійшли на озброєння морської вертолітної ескадри MHG-18 «Курт Бартель», що базувалася на аеродромі Парів. Оскільки з часів другої світової війни у водах Балтики збереглося чимало мін, то німецьким Мі-14БТ регулярно доводилося займатися їх траленням. Після об'єднання Німеччини Збройні сили колишньої НДР припинили своє існування. На базі MHG-18 була створена нова група, яка увійшла до складу Бундесмаріне. Нетривалий час всі шість Мі-14БТ продовжували використовуватися як транспортні і пошуково-рятувальні, а один Мі-14Е — як навчально-тренувальний. Інші вертольоти були законсервовані. 20 грудня 1991 експлуатація Мі-14 в Бундесмаріне припинилася. Два вертольоти німці продали в США, де вони пройшли ретельні випробування. Ще 9 машин в 1993 р. придбала фірма «Аеротек», а інші 3 були передані музеям.
- КНДР
- Куба
- Лівія — у 1981 була придбана партія з 16 вертольотів Мі-14Е. Пізніше закуплена ще одна партія з 16 Мі-14Е.
- Польща — Летніцтво Маринаркі військового (авіація ВМС Польщі) отримало в 1982—1985 рр. 12 Мі-14Е та 5 Мі-14ПС. Вони увійшли до складу базованої в Дарлово 29-ї ескадри (відповідає ескадрильї), що входила тоді в 16-й вертолітний полк, який в даний час переформований у 2-й авіадивізіон.
- Сирія
- Ефіопія